# Nazionale maschile di football americano del Belgio
La nazionale di football americano del Belgio è la selezione maggiore maschile di football americano della Belgian American Football League, che rappresenta il Belgio nelle varie competizioni ufficiali o amichevoli riservate a squadre nazionali.

## Risultati
Legenda: Grassetto: Risultato migliore, Corsivo: Mancate partecipazioni

## Dettaglio stagioni

### Amichevoli
| Stagione | Vin | Par | Per | Tot | PF  | PS  | avversaria       |
| -------- | --- | --- | --- | --- | --- | --- | ---------------- |
| 2015     | 1   | 0   | 1   | 2   | 81  | 39  | Kuwait, Polonia  |
| 2016     | 2   | 0   | 0   | 2   | 34  | 23  | Ungheria, Spagna |
| 2017     | 1   | 0   | 0   | 1   | 18  | 16  | Spagna           |
| 2018     | 0   | 0   | 1   | 1   | 19  | 20  | Irlanda          |
| 2019     | 0   | 0   | 1   | 1   | 6   | 7   | Irlanda          |
| Totale   | 4   | 0   | 3   | 7   | 158 | 105 |                  |

### Tornei

#### Europei

##### Europeo ante-2001/Europeo dal 2018

###### Qualificazioni
| Stagione | regular season | regular season | regular season | regular season | regular season | regular season | playoff | playoff | playoff | playoff | playoff | playoff   | playoff     |
|          | Vin            | Par            | Per            | Tot            | PF             | PS             | Vin     | Per     | Tot     | PF      | PS      | risultato | avversaria  |
| -------- | -------------- | -------------- | -------------- | -------------- | -------------- | -------------- | ------- | ------- | ------- | ------- | ------- | --------- | ----------- |
| 1991     | -              | -              | -              | -              | -              | -              | 0       | 1       | 1       | 0       | 30      |           | Austria     |
| 1994     | -              | -              | -              | -              | -              | -              | 0       | 1       | 1       | 6       | 74      |           | Italia      |
| 2015     | 0              | 0              | 1              | 1              | 3              | 17             | -       | -       | -       | -       | -       |           | Paesi Bassi |
| Totale   | 0              | 0              | 1              | 1              | 3              | 17             | 0       | 2       | 2       | 6       | 104     |           |             |

Fonte: americanfootballitalia.com

##### Europeo B
| Stagione  | regular season | regular season | regular season | regular season | regular season | regular season | playoff | playoff | playoff | playoff | playoff | playoff      | playoff    |
|           | Vin            | Par            | Per            | Tot            | PF             | PS             | Vin     | Per     | Tot     | PF      | PS      | risultato    | avversaria |
| --------- | -------------- | -------------- | -------------- | -------------- | -------------- | -------------- | ------- | ------- | ------- | ------- | ------- | ------------ | ---------- |
| 2019-2021 | 1              | 0              | 3              | 4              | 39             | 124            | -       | -       | -       | -       | -       | Quinto posto | -          |
| Totale    | 1              | 0              | 3              | 4              | 39             | 124            | -       | -       | -       | -       | -       |              |            |

Fonte: americanfootballitalia.com

#### Treasure Cup
| Stagione | regular season | regular season | regular season | regular season | regular season | regular season | playoff | playoff | playoff | playoff | playoff | playoff       | playoff     |
|          | Vin            | Par            | Per            | Tot            | PF             | PS             | Vin     | Per     | Tot     | PF      | PS      | risultato     | avversaria  |
| -------- | -------------- | -------------- | -------------- | -------------- | -------------- | -------------- | ------- | ------- | ------- | ------- | ------- | ------------- | ----------- |
| 2014     |                |                |                |                |                |                | 0       | 1       | 1       | 13      | 38      | Secondo posto | Paesi Bassi |
| 2015     |                |                |                |                |                |                | 1       | 0       | 1       | 40      | 22      | Campioni      | Slovacchia  |
| Totale   |                |                |                |                |                |                | 1       | 1       | 2       | 53      | 60      |               |             |

Fonte: americanfootballitalia.com

### Riepilogo partite disputate
| Anno             | Luogo             | Evento       | Fase del torneo | Incontro             | Risultato     |
| 1990             | ?                 | Europeo      | Qualificazioni  | Belgio - Austria     | 0 - 30        |
| 1º ottobre 1994  | Roma              | Europeo      | Qualificazioni  | Italia - Belgio      | 74 - 6        |
| 2014             | Ostenda           | Treasure Cup |                 | Belgio - Paesi Bassi | 13 - 38       |
| 2015             | Madinat al-Kuwait | Amichevole   |                 | Kuwait - Belgio      | 12 - 61       |
| 22 agosto 2015   | Ostenda           | Treasure Cup |                 | Belgio - Slovacchia  | 40 - 22       |
| 2015             | Gdynia            | Amichevole   |                 | Polonia - Belgio     | 27 - 20       |
| 24 ottobre 2015  | Waalwijk          | Europeo      | Qualificazioni  | Paesi Bassi - Belgio | 17 - 3        |
| 6 agosto 2016    | Oropesa del Mar   | Amichevole   |                 | Spagna - Belgio      | 6 - 14        |
| 29 ottobre 2016  | Székesfehérvár    | Amichevole   |                 | Ungheria - Belgio    | 17 - 20       |
| 19 agosto 2017   | Beringen          | Amichevole   |                 | Belgio - Spagna      | 18 - 16       |
| 21 ottobre 2017  | Bruxelles         | Amichevole   |                 | Belgio - Russia      | 2 - 7         |
| 20 ottobre 2018  | Navan             | Amichevole   |                 | Irlanda - Belgio     | 20 - 19       |
| 10 novembre 2018 | Beringen          | Amichevole   |                 | Belgio - Paesi Bassi | 14 - 7        |
| 7 settembre 2019 | Ostenda           | Amichevole   |                 | Belgio - Irlanda     | 6 - 7         |
| 6 ottobre 2019   | Gerusalemme       | Europeo B    |                 | Israele - Belgio     | 23 - 32       |
| 26 ottobre 2019  | Beringen          | Europeo B    |                 | Belgio - Ungheria    | 7 - 31        |
| 2020             |                   | Europeo B    |                 | Belgio - Turchia     | 0 - 35 d.g.s. |
| 2020             |                   | Europeo B    |                 | Spagna - Belgio      | 35 - 0 d.g.s. |

## Confronti con le altre Nazionali
Questi sono i saldi del Belgio nei confronti delle Nazionali incontrate.

### Saldo positivo
| Nazionale  | Giocate | Vinte | Pareggiate | Perse | PF | PS | Ultima vittoria | Ultimo pari | Ultima sconfitta |
| ---------- | ------- | ----- | ---------- | ----- | -- | -- | --------------- | ----------- | ---------------- |
| Kuwait     | 1       | 1     | 0          | 0     | 61 | 12 | 2015            | -           | -                |
| Slovacchia | 1       | 1     | 0          | 0     | 40 | 22 | 2015            | -           | -                |
| Israele    | 1       | 1     | 0          | 0     | 32 | 23 | 2019            | -           | -                |
| Spagna     | 3       | 2     | 0          | 1     | 32 | 57 | 2017            | -           | 2020             |

### Saldo in pareggio
| Nazionale | Giocate | Vinte | Pareggiate | Perse | PF | PS | Ultima vittoria | Ultimo pari | Ultima sconfitta |
| --------- | ------- | ----- | ---------- | ----- | -- | -- | --------------- | ----------- | ---------------- |
| Ungheria  | 2       | 1     | 0          | 1     | 27 | 34 | 2016            | -           | 2019             |

### Saldo negativo
| Nazionale   | Giocate | Vinte | Pareggiate | Perse | PF | PS | Ultima vittoria | Ultimo pari | Ultima sconfitta |
| ----------- | ------- | ----- | ---------- | ----- | -- | -- | --------------- | ----------- | ---------------- |
| Irlanda     | 2       | 0     | 0          | 2     | 25 | 27 | -               | -           | 2019             |
| Russia      | 1       | 0     | 0          | 1     | 2  | 7  | -               | -           | 2017             |
| Polonia     | 1       | 0     | 0          | 1     | 20 | 27 | -               | -           | 2015             |
| Austria     | 1       | 0     | 0          | 1     | 0  | 30 | -               | -           | 1990             |
| Turchia     | 1       | 0     | 0          | 1     | 0  | 35 | -               | -           | 2020             |
| Paesi Bassi | 3       | 1     | 0          | 2     | 30 | 62 | 2018            | -           | 2015             |
| Italia      | 1       | 0     | 0          | 1     | 6  | 74 | -               | -           | 1994             |